# Diane de Cuttoli
Diane de Cuttoli, née le 1er janvier 1893 à Cuttoli-Corticchiato et morte le 30 avril 1980 à Ajaccio, est une poétesse et romancière française du XXe siècle.

## Biographie
Marie Diane Cuttoli, née le 1er janvier 1893 à Cuttoli-Corticchiato, en Corse, est la fille de Jean Camille Cuttoli (1849-1898), propriétaire et de Marie Antoinette Posati.
Note : Elle dit être née un somptueux jour d'août, ce qui invaliderait la date de naissance présente dans sa fiche BNF.

En 1929, elle s'entretient avec Paul Duplessis de Pouzilhac dans le numéro 74 de la revue Septimanie, où elle publie notamment Je sens le mystère planer... (1927), Le son du cor dans le maquis (1927), Grands instants de noble joie (1927), Méditerranée (1930). Alors qu'elle vient de publier L'âme fervente, son 5e ouvrage de poésie, elle lui raconte d'où lui est venu le goût de la poésie :
A quinze ou seize ans j'ai écrit des contes dans lesquels mes personnages étaient des jeunes filles ; ces contes ont paru dans deux Revues de « jeunes » qui ont cessé de paraître assez vite. Puis je me lassai de la prose ; il me semblait que j'étais née pour écrire des vers. Il me semblait que la poésie était l'art suprême. Vous savez que les femmes corses, autrefois, étaient de magnifiques poètes de la mort. La coutume voulait que des « pleureuses » « chantent » les morts. Penchées sur le visage à jamais glacé du mort, les femmes de sa famille improvisaient des « voceri » déchirants et pathétiques. Vous voyez qu'il est naturel que parmi les femmes corses du 20e siècle l'une d'elles soit poète. Les dons de poésie lui viennent du plus lointain des âges.
Elle collabore également à d'autres revues comme la Revue Mondiale, Sur la Riviera, Lariccio, Liège-Echos, Le Rouge et le Noir.
Elle entretient une correspondance avec Paul Valéry qui dira d'elle : « Vous êtes un grand poète qui sait imposer par l'art ses émotions et ses pensées ».
Dans son roman Framboise ou les Souffles du printemps, elle traite le thème peu répandu dans la littérature insulaire des tourments de la chair.
Elle meurt le 30 avril 1980 à Ajaccio.

## Œuvres
- L'Ardente Rêverie
- Le Cœur vibrant, avec une préface de Gustave Kahn, 1921[7]
- L'enchantement multiple, avec une préface de Paul Valéry, 1923[8]
- L'Âme frémissante, 1925
- L'Âme fervente, 1929
- La Houle des jours, 1932
- Les grands instants, 1936[9]
- L'Horizon intérieur
- Framboise ou les Souffles du printemps, 1957

## Distinctions
- 1934 : Académie française, Prix Caroline Jouffroy-Renault, pour La houle des jours
- 1941 : Académie française, Prix Caroline Jouffroy-Renault, pour l'ensemble de son œuvre
- 1955 : Académie française, Prix Juliette de Wils, pour L’horizon intérieur[10]
- Officier de la Légion d'honneur, arrêté du 28 décembre 1977[11]
- Chevalier de la Légion d'honneur, décret du 3 décembre 1956[12]